# Distrito electoral local 4 de Hidalgo
El distrito electoral local 4 de Hidalgo es uno de los dieciocho distritos electorales locales del estado de Hidalgo para la elección de diputados locales. Su cabecera es la ciudad de Huejutla de Reyes.

## Historia

### Huejutla de Reyes como cabecera distrital

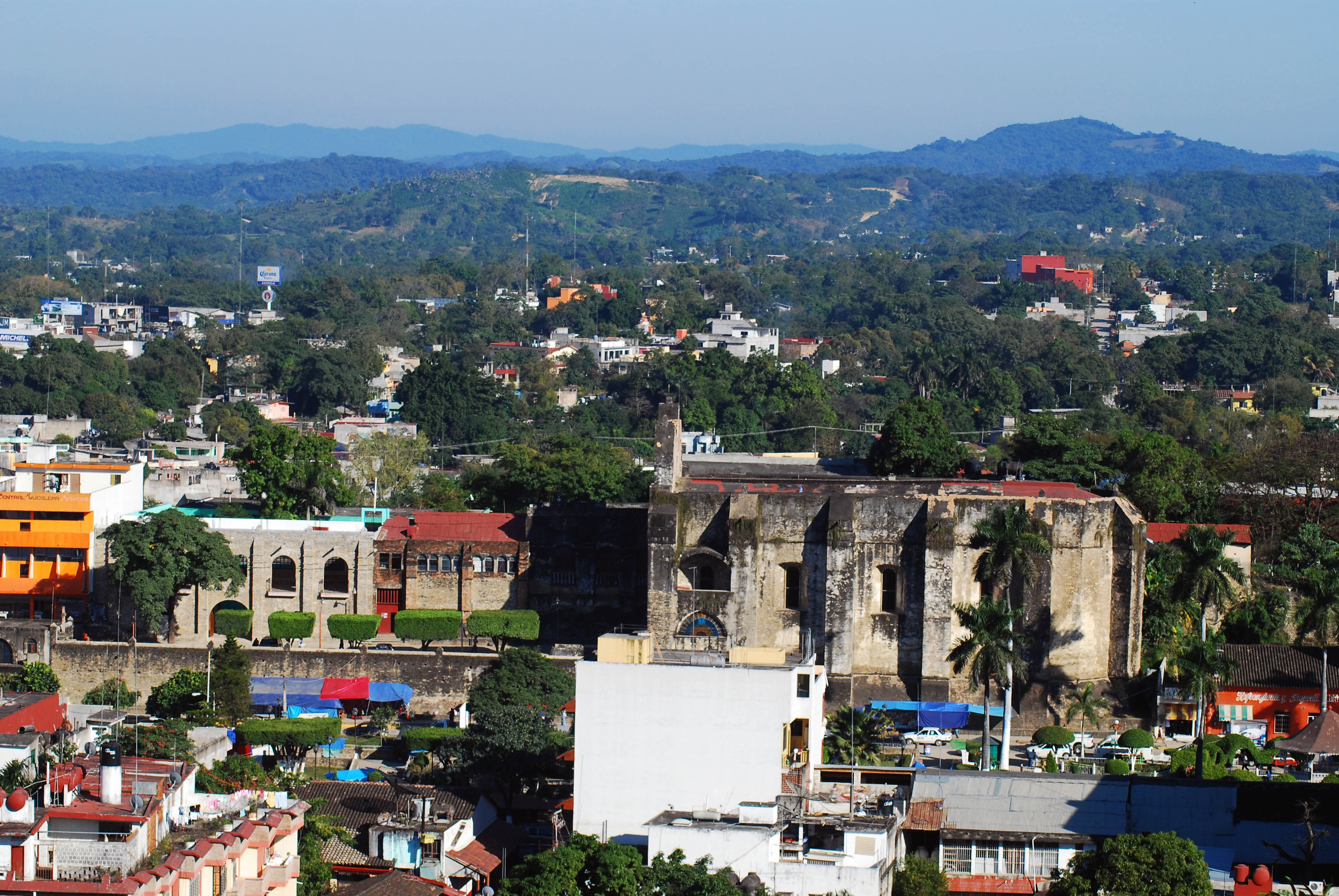
Huejutla de Reyes sede del Consejo distrital.

Después de la erección del estado de Hidalgo en 1869 durante la I Legislatura del Congreso de Hidalgo existían once distritos, siendo Huejutla el IV Distrito. De 1871 a 1879 existieron dieciséis distritos siendo Huejutla el V Distrito. De 1879 a 1903 existieron once distritos siendo Huejutla el IV Distrito. Para el periodo de 1903 a 1913 se regresa a diez distritos siendo Huejutla el III Distrito.
De 1917 a 1923 en Hidalgo existieron dieciséis distritos siendo Huejutla el VII Distrito. De 1925 a 1931 con diecisiete distritos existentes Huejutla fue el VII Distrito. Para el periodo 1931 a 1935 con once distritos Huejutla fue el VI Distrito. De 1935 hasta 1972 con once distritos Huejutla fue el X Distrito. De 1975 a 1996 existieron quince distritos siendo Huejutla el X Distrito. Para el periodo de 1996 a 2016 con dieciocho distritos existentes Huejutla fue el XIII Distrito.
El 3 de septiembre de 2015 el Consejo General del Instituto Nacional Electoral (INE) aprobó los distritos electorales uninominales locales y sus respectivas cabeceras distritales de Hidalgo, que entraron en vigor para las elecciones estatales de Hidalgo en 2016. En el año 2023, se aprobó una nueva demarcación territorial, quedando Huejutla de Reyes como cabecera distrital.

## Demarcación territorial
Este distrito está integrado por un total de 3 municipios, que son los siguientes:
- Huejutla de Reyes, integrado por 53 secciones electorales.
- Jaltocán, integrado por 12 secciones electorales.
- San Felipe Orizatlán, integrado por 24 secciones electorales.

## Diputados por el distrito
- LXIII Legislatura (2016-2018)
  - Norma Alicia Andrade Fayad (PVEM).[9][10]
- LXIV Legislatura (2018-2021)
  - Doralicia Martínez Bautista (MORENA).[11][12]
- LXV Legislatura (2021-2024)
  - Fortunato González Islas, (MORENA).[13]